# Kuala Peunaga
Kuala Peunaga is een bestuurslaag in het regentschap Aceh Tamiang van de provincie Atjeh, Indonesië. Kuala Peunaga telt 932 inwoners (volkstelling 2010).